# دریای ساوو

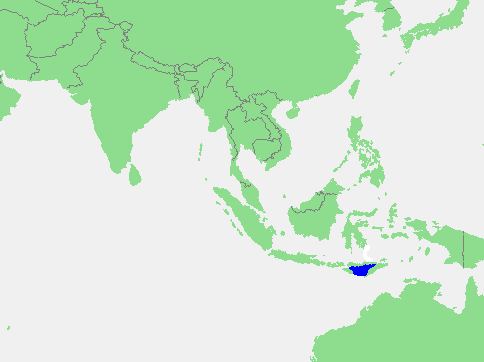
موقعیت دریای ساوو (رنگ آبی)

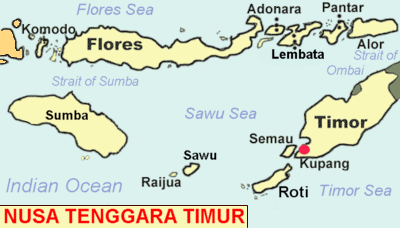
محدودهٔ جغرافیایی دریای ساوو

دریای ساوو (اندونزیایی: Laut Sawu) بخشی از آب‌های اقیانوس آرام و محصور در جزایر سوندای کوچک اندونزی است. جزایر فلورس، سولور، لومبلن، پانتار و آلور که قوس آتشفشانی درونی جزایر باندا را تشکیل می‌دهند در شمال دریای ساوو و جزایر سومبا، روتی، ساوو و تیمور متعلق به قوس خارجی غیرآتشفشانی در جنوب آن واقع شده‌اند. پهنای این دریا ۶۵۰ کیلومتر است و مساحتی در حدود ۱۰۵٬۰۰۰ کیلومتر مربع دارد. این دریا در شمال‌شرقی خود به دریای باندا، در شمال‌غربی و از طریق تنگه سومبا به دریای فلورس، در جنوب شرقی به دریای تیمور و در جنوب غربی به اقیانوس هند راه دارد.
دریای ساوو یکی از مسیرهای مهاجرتی تقریباً نیمی از گونه‌های نهنگ دنیاست و نواحی وسیعی از کورال‌های مرجانی را در خود جای داده است. در کنفرانس جهانی اقیانوس که در مهٔ ۲۰۰۹ در مانادوی اندونزی برگزار گردید دولت این کشور بزرگترین پارک دریایی آسیای جنوب شرقی را با عنوان پارک ملی دریایی ساوو در دریای ساوو افتتاح نمود. این پارک دریایی که گستره‌ای در حدود ۳٬۵ میلیون هکتار را پوشش می‌دهد شامل ۵۰۰ گونهٔ مرجانی، ۱۴ گونهٔ نهنگ و ۳۳۶ گونه از انواع ماهیانی است که در این دریا می‌زیند.